# Rôle des quakers dans l'abolitionnisme
 (décembre 2020).
La Société religieuse des Amis (ou quakers) a joué un rôle majeur dans le mouvement d'abolition de l'esclavage à la fois au Royaume-Uni et aux États-Unis. Les quakers ont été parmi les premiers blancs à dénoncer l'esclavage dans les colonies d'Amérique et en Europe. La Société des Amis est la première organisation à prendre position collectivement contre l'esclavage et le commerce des esclaves, devenant plus tard le fer de lance des campagnes internationales et œcuméniques contre l'esclavage.

## Premières protestations
De premiers colons quakers ont commencé à mettre en question l'esclavage à la Barbade dans les années 1670, mais c'est en 1688 que l'esclavage fut ouvertement dénoncé par quatre colons allemands, parmi lesquels le luthérien Francis Daniel Pastorius et trois quakers d'origine allemande, Garret Hendericks, Derick op den Graeff et Abraham op den Graeff, tous récemment établis dans la toute nouvelle colonie de Germantown tout près de la future ville Philadelphie, dans le territoire de Pennsylvanie, lui-même tout récemment colonisé.
Cette "Protestation de Germantown" émise en 1688 dans une nouvelle colonie anglaise d'Amérique sur le site de la future ville Philadelphie, capitale fédérale un siècle après seulement, a inauguré près d'un siècle de débats entre quakers pennsylvaniens au sujet de l'esclavage. Au cours de ces débats, des dénonciations énergiques de l'esclavage furent rédigées et plusieurs quakers s'engagèrent résolument contre l'esclavage parmi lesquels William Southeby, John Hepburn, Ralph Sandiford et Benjamin Lay.
Dans les années 1740 et 1750, une nouvelle génération de quakers, dont John Woolman et Antoine Bénézet, a pris fait et cause contre l'esclavage, et a exigé que la Société des Amis rompe tout lien avec le commerce des esclaves. Ils surent convaincre l'opinion quaker et, dans les années 1750, les quakers de Pennsylvanie ont resserré leurs règles, et en 1758, ils ont fait de toute participation au commerce des esclaves un acte répréhensible. En 1761, l'Assemblée annuelle de Londres, qui réunit des représentants des quakers de l'ensemble des îles britanniques, a adopté et publié une « forte résolution » contre le commerce des esclaves. Sur le papier tout au moins, cette politique allait pouvoir s'appliquer mondialement mais la révolution américaine allait diviser le quakerisme entre le nouveau et l'ancien monde.

## Au Royaume-Uni
Au Royaume-Uni, les quakers ont surtout participé dès 1787 à la Société pour procéder à l'abolition de la traite des esclaves (Society for Effecting the Abolition of the Slave Trade). Cette organisation, malgré quelques revers, allait permettre de mettre fin au commerce britannique des esclaves en 1807 et à l'esclavage dans tout l'Empire britannique en 1838.
Neuf de ses douze membres fondateurs sont des quakers : John Barton (1755–1789), William Dillwyn (1743–1824), George Harrison (1747–1827), Samuel Hoare Jr (1751–1825), Joseph Hooper (1732–1789), John Lloyd, Joseph Woods Sr (1738–1812), James Phillips (1745–1799) et Richard Phillips. Cinq d'entre eux avaient fait partie du groupe informel de six quakers qui avait lancé le mouvement en 1783, présentant au Parlement la toute première pétition contre le commerce des esclaves. Les trois autres membres fondateurs de la Société étaient des anglicans : Thomas Clarkson, auteur d'un essai contre le commerce des esclaves très important par sa diffusion et son influence, Granville Sharp, un avocat qui défendait depuis longtemps les esclaves devant la justice et Philip Sansom.

## Aux États-Unis
Aux États-unis, les quakers allaient avoir moins de succès. Dans de nombreux cas, il était plus facile pour les quakers de s'opposer à la traite négrière et à la possession d'esclaves de manière théorique plutôt que de s'opposer directement à l'institution de l'esclavage lui-même, tel qu'il était pratiqué au sein de leurs communautés locales. Alors que de nombreux quakers s'étaient prononcés contre l'esclavage après l'indépendance des États-unis, les réunions quaker locales étaient souvent divisées sur la manière de combattre l'esclavage ; les abolitionnistes quakers les plus en pointe étaient parfois durement critiqués par d'autres quakers.
Néanmoins, la lutte des quakers contre l'esclavage aux États-unis au cours de la fin XVIIIe siècle et du début XIXe siècle fut couronnée de quelques succès régionaux. Par exemple, la Société abolitionniste de Pennsylvanie (Pennsylvania Abolition Society), fondée en 1775, se composait principalement de quakers ; sept de ses dix membres fondateurs blancs étaient des quakers, ainsi que 17 des participants sur les 24 qui assistèrent aux quatre réunions tenues par la Société. Tout au long du XIXe siècle, les quakers s'associèrent de plus en plus à l'activisme et à la littérature anti-esclavagiste : citons par exemple l’œuvre du poète John Greenleaf Whittier. En Caroline du Nord, les quakers ont souvent cédé leurs esclaves à leur église locale, leur conférant de facto ce statut d'hommes libres que les lois de l’État leur interdisaient ; cette pratique a eu cours surtout de 1808 à 1829, après quoi de nombreux quakers ont préféré quitter leur État pour aller affranchir leurs esclaves dans des États qui le permettaient. 
Les quakers ont aussi été fortement actifs dans l'organisation du Chemin de fer clandestin (Underground Railroad). Par exemple, Levi Coffin a commencé à aider les esclaves en fuite dès son enfance en Caroline du Nord. Plus tard, il s'installa dans la région de l'Ohio et de l'Indiana, où il se fit connaître comme le « Président du chemin de fer clandestin ». En 1811, Elias Hicks a écrit les Observations sur l'esclavage des Africains, exhortant au boycott des produits réalisés par de la main-d'œuvre esclave. De nombreuses familles ont aidé les esclaves dans leurs périples clandestins. Henry Stubbs et son fils ont aidé les esclaves en fuite à traverser l'Indiana. La famille Bundy tenait une gare qui transportait des groupes d'esclaves en fuite de Belmont à Salem (Ohio).
Certains quakers américains ont dû payer le prix de leur lutte contre l'esclavage. Au cours du XIXe siècle, certains ont été persécutés par les propriétaires d'esclaves et ont été forcés de se déplacer vers l'ouest du pays, afin d'éviter les persécutions. Néanmoins, dans l'ensemble, les quakers ont été reconnus positivement pour la précocité et la force de leur lutte opiniâtre contre l'esclavage.